# Ordem de Isabel a Católica
A Real Ordem de Isabel a Católica (em espanhol: Real Orden de Isabel la Católica) é uma ordem honorífica civil do Reino de Espanha, concedida "por atos de lealdade ao país por parte de cidadãos espanhóis ou estrangeiros". O soberano da Ordem é o Rei da Espanha, Felipe VI, que atua (neste caso) sob o consentimento do Ministério de Assuntos Exteriores.
Foi estabelecida em 14 de março de 1815 por Fernando VII, em homenagem a Isabel de Castela, como Real y Americana Orden de Isabel la Católica. O intuito da criação da ordem teria sido galardoar os atos de lealdade à Coroa e os "atos excepcionais" em favor do Império Colonial nas Américas. Em 1847, com a diminuição significativa das colônias espanholas, a Ordem foi reorganizada mediante Real Decreto de 26 de Julho de 1847 e recebeu a sua denominação e o seu regimento, que se conservam até aos dias de hoje.

## Graus
- Grão-Mestre: Sua Majestade, o Rei de Espanha
- Chanceler da Ordem: Sua Excelência, o Ministro de Assuntos Exteriores e de Cooperação

Primeira Classe
- Colar; leva anexo o tratamento de Excelentíssimo Senhor ou Excelentíssima Senhora
- Grã-Cruz; leva anexo o tratamento de Excelentíssimo Senhor ou Excelentíssima Senhora

Segunda Classe
- Comendador de Número; leva anexo o tratamento de Ilustríssimo Senhor ou Ilustríssima Senhora
- Comendador; leva anexo o tratamento de Senhoria ou Senhor ou Senhora

Terceira Classe
- Cruz de Oficial; leva anexo o tratamento de Senhoria ou Senhor ou Senhora

Quarta Classe
- Cruz; leva anexo o tratamento de Senhoria ou Senhor ou Senhora

Quinta Classe
- Cruz de Prata; leva anexo o tratamento de Senhoria ou Senhor ou Senhora

Sexta Classe
- Medalha de Prata; leva anexo o tratamento de Senhoria ou Senhor ou Senhora
- Medalha de Bronze; leva anexo o tratamento de Senhoria ou Senhor ou Senhora

## Membros notáveis
Dentre os cidadãos já agraciados com a Ordem de Isabel a Católica, figuram:
- Samuel Morse (1859)
- João Henrique Ulrich Júnior (1880)
- Eva Perón (1947)[1]
- Juscelino Kubitschek (1958)
- Cayetana, Duquesa de Alba (1964)
- Farah Pahlavi (1969)
- Saddam Hussein (1974)
- José López Portillo (1977)
- Gyanendra do Nepal (1987)
- Fernando Collor de Mello (1991)
- Alicia Alonso (1993)
- Ángel Romero (2000)
- Chavela Vargas (2000)
- Fernando Botero (2007)
- Felipe Calderón (2008)
- Michelle Bachelet (2010)
- Diego Forlán (2011)[2]
- Placido Domingo (2011)
- Dilma Rousseff (2012)[3]
- Marcelo Rebelo de Sousa (2016)[4]